# بطل الريف
بطل الريف (بالإنجليزية:A Country Hero) هو فيلم كوميدي أمريكي صامت قصير أنتج سنة 1917 من تأليف وإخراج وبطولة روسكو "فاتي" آرباكل، ويعتبر فيلم مفقود.

## طاقم التمثيل
- روسكو "فاتي" آرباكل
- آل سانت جون
- باستر كيتون
- أليس ليك
- جو كيتون
- ستانلي بيمبروك
- ناتالي تالمادج

## وصلات خارجية
- بطل الريف على موقع IMDb (الإنجليزية)
- بطل الريف على موقع قاعدة بيانات الفيلم (الإنجليزية)
- بطل الريف على موقع ليتربوكسد (الإنجليزية)
- بطل الريف على موقع كينوبويسك (الروسية)
- A Country Hero at SilentEra